# 朱道本
朱道本（1942年8月20日—），男，籍贯浙江杭州，生于上海。中国有机化学、物理化学家，中国科学院化学研究所研究员、国家自然科学基金委员会副主任。曾任中国科学院化学研究所所长、中国化学会理事长、国家自然科学基金会副主任。

## 生平
生于上海，籍贯浙江杭州。1965年毕业于华东化工学院。1968年华东化工学院有机化学系研究生毕业。1997年当选为中国科学院院士。现任中国科学院化学研究所学术委员会主任、有机固体院重点实验室主任等职。

## 学术贡献
20世纪70年代开始有机固体领域的研究，在有机晶体的电导、铁磁性，分子薄膜与器件、C60及其衍生物的结构性能等研究都引起了国际同行的关注。发表论文500余篇，

## 奖项和荣誉
研究成果曾获国家自然科学二等奖4项，中国科学院自然科学二等奖2项。